# Kuhnasenrochen
Die Kuhnasenrochen (Rhinoptera) oder Kuhkopfrochen leben pelagisch in tropischen und subtropischen Regionen des Atlantik und des Indopazifik. Sie ähneln in ihrer Gestalt mit Ausnahme der besonderen Kopfform den Adlerrochen, zu denen sie früher auch gerechnet wurden. In letzter Zeit werden sie zunehmend als eigenständige Familie klassifiziert.

## Merkmale

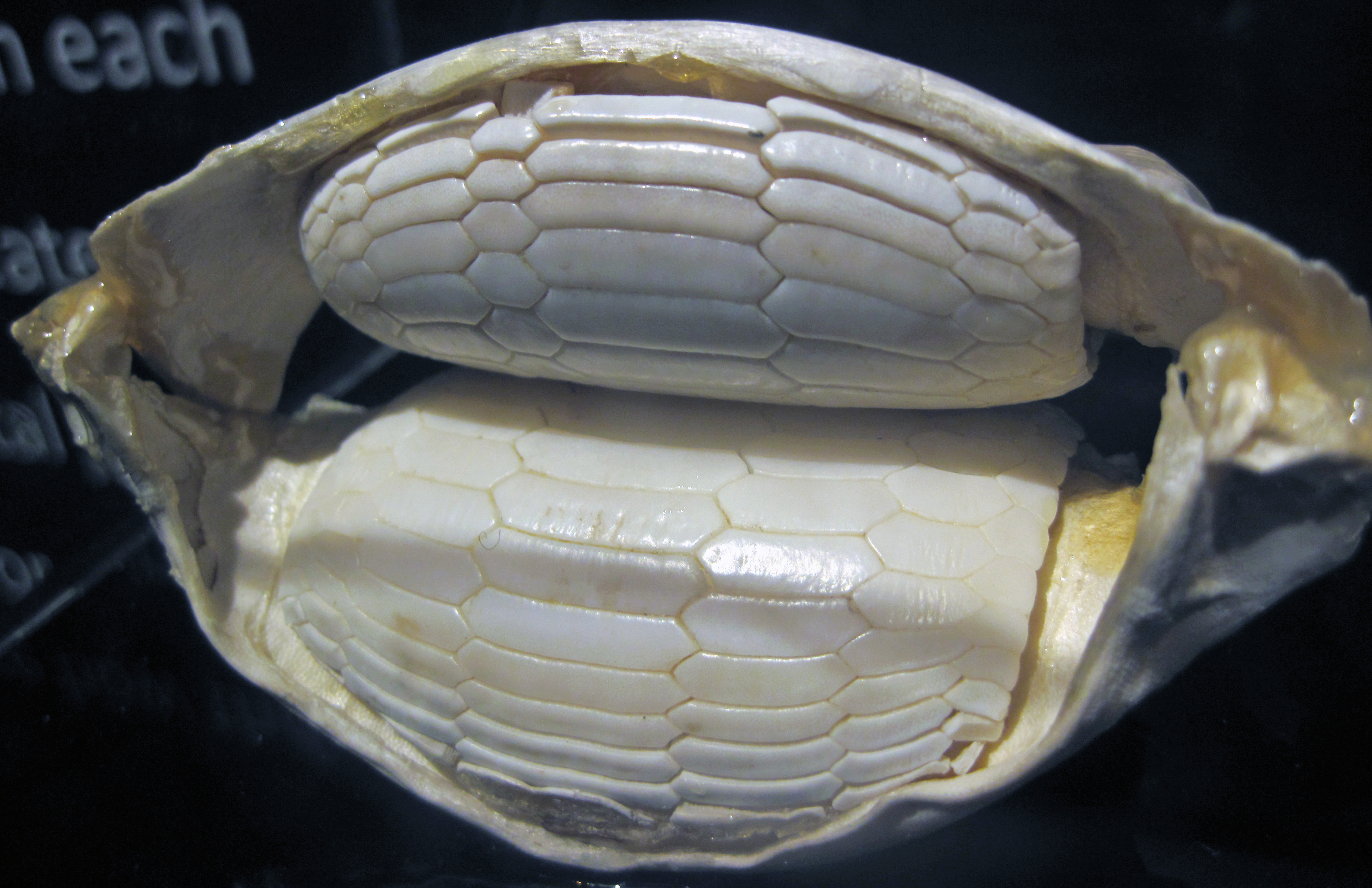
Die Zähne eines Kuhnasenrochen

Kuhnasenrochen sind mittelgroße bis große Rochen, die Körperscheibe erreicht je nach Art eine Maximalbreite von 60 bis 210 cm, bei den meisten Arten ist sie weniger als 150 cm breit. Die Körperscheibe ist rhombenförmig und 1,6 bis 1,8 mal so breit wie lang. Die Brustflossen sind dreieckig. Sie beginnen an den Kopfseiten und enden vor den Bauchflossenbasen. Die Körperscheibe ist entweder oben und unten unbeschuppt oder oben mit kleinen Dentikeln bedeckt. Der Schwanz ist schlank und peitschenartig und besitzt keine Hautfalten an den Seiten. Er erreicht mindestens die Länge der Körperscheibe, kann aber auch dreimal so lang werden. An der Schwanzbasis befindet sich ein Stachel, der wegen seiner Lage aber keine besonders effektive Defensivwaffe ist. Eine Schwanzflosse fehlt. Der Kopf ist für Rochen relativ schmal und hoch; die Schnauze ist kurz und in der Mitte eingebuchtet, ohne Rostralknorpel, aber vollständig vom Brustflossenskelett und von vorderen Schädelvorsprüngen getragen. Die mittelgroßen Augen befinden sich an den Kopfseiten vor den Spritzlöchern. Das Maul steht quer, ist gerade und schmal, ohne hervorstehende Noppen, Vertiefungen oder Lippenfalten. Die Nasenöffnungen befinden sich direkt vor dem Maul, vom Maul um viel weniger als ihre eigene Breite getrennt und durch breite Nasenrillen mit dem Maul verbunden. Die vorderen Nasenlappen sind lang und mittig erweitert und zu einem breiten, länglichen Nasenvorhang verschmolzen, der den Mund überlappt. An der Unterseite der vorderen Körperscheibe befinden sich fünf kleine Kiemenschlitze, die von der Seite gesehen nicht sichtbar sind. Die Zähne sind plattenartig breit, groß und abgeflacht. Sie sind in drei mittigen Reihen großer Zähne und zwei bis drei Reihen schmalerer Zähne rechts und links angeordnet, in Ausnahmefällen sind es auch mehr Reihen. Die Basis der einzelnen Rückenflosse liegt am Schwanzansatz über oder knapp hinter den Basen der Bauchflossen. Die Rückenflosse ist relativ hoch, eckig oder abgerundet-eckig. Die Bauchflossen sind nicht in Vorder- und Hinterlappen geteilt. Die Rückenseite der Kuhnasenrochen ist braun, grünbraun oder schwärzlich, für gewöhnlich einfarbig, seltener mit feinen dunkel Linien gemustert. Die Bauchseite ist weißlich.

## Lebensweise
Kuhnasenrochen leben küstennah und im offenen Ozean in allen tropischen und subtropischen Meeren von der Meeresoberfläche bis in Tiefen von etwa 26 Metern. Die schwimmfreudigen Tiere sind tagaktiv und leben gesellig teils in großen Schwärmen mit Hunderten von Exemplaren. Von Rhinoptera bonasus hat man schon Schwärme von 10.000 Rochen gesehen. An den Küsten besuchen sie auch Brackwassergebiete in Lagunen, Flussmündungen und Buchten mit schlammigen Böden, gehen jedoch niemals in reines Süßwasser. Sie sind aktive Schwimmer und halten sich meist deutlich über dem Boden auf. Kuhnasenrochen ernähren sich von Muscheln, Schnecken, Krabben und anderen größeren Krebstieren. Soweit es bekannt ist, sind alle Kuhnasenrochen lebendgebärend (ovovivipar). Die sich entwickelnden Embryonen resorbieren frühzeitig ihre Dottersäcke und werden anschließend durch „Uterusmilch“ ernährt, die von der Gebärmutterwand abgesondert wird. Pro Wurf werden 2 bis 6 Jungrochen geboren.  Die Jungrochen werden oft in Mangroven geboren.

## Arten

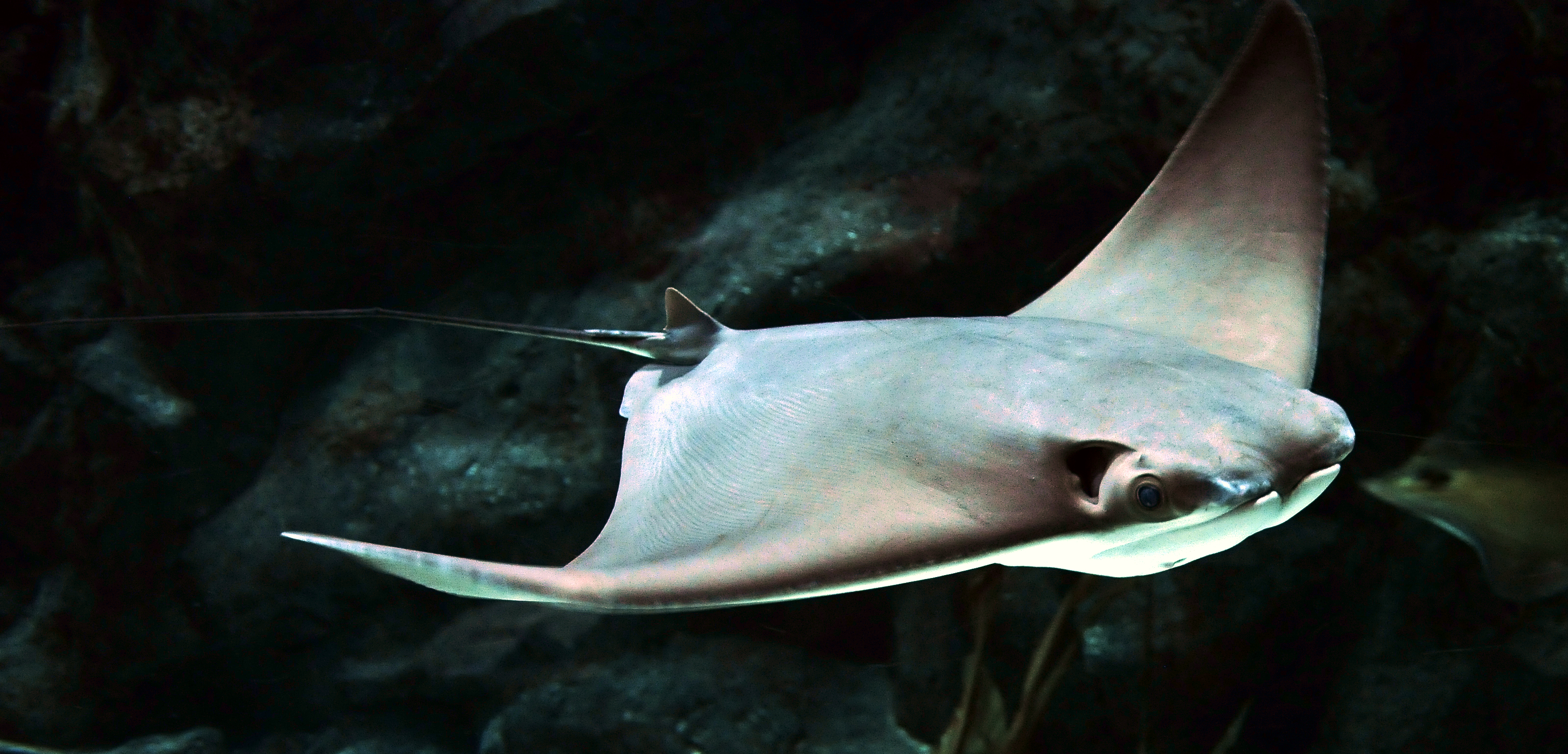
Atlantischer Kuhnasenrochen

Die verschiedenen Arten der Kuhnasenrochen sind einander sehr ähnlich und werden meist anhand der Zahnmorphologie unterschieden. Die Bezahnung ist bei einigen Arten jedoch sehr variabel.
Es gibt sieben Arten:
- Atlantischer Kuhnasenrochen (Rhinoptera bonasus)
- Rhinoptera brasiliensis
- Javanischer Kuhnasenrochen (Rhinoptera javanica)
- Rhinoptera jayakari
- Gewöhnlicher Kuhnasenrochen (Rhinoptera marginata)
- Rhinoptera neglecta
- Goldrochen (Rhinoptera steindachneri)

Kuhnasenrochen werden gern in großen Schauaquarien gezeigt. In Europa u. a. im L’Oceanogràfic in Valencia, im Meereszentrum Fehmarn, im Sealife-Aquarium München, im Aquarium des Zoologischen Gartens Berlin, im Aquarium Wilhelmshaven und im London Aquarium.